# Sarah Hutton

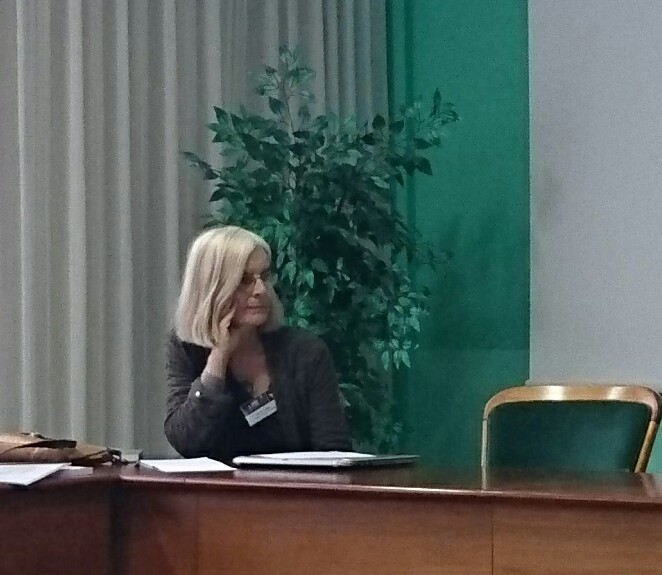
Sarah Hutton

Sarah Hutton (* 1948) ist eine britische Philosophie- und Wissenschaftshistorikerin.
Hutton studierte an der University of Cambridge (New Hall) und forschte für ihre Doktorarbeit am Warburg Institute in London. Sie lehrte an der University of Hertfordshire, an der Middlesex University und ist Professor der Aberystwyth University in Wales.
Sie war Belle van Zuylen Gastprofessor an der Universität Utrecht und Gildersleeve Gastprofessor am Barnard College der Columbia University, Gastprofessor an der Universität Paris VII (Denis Diderot), an der University of York und an der Universität Paderborn und war Gastwissenschaftler an der Huntington Library (dem jetzigen Sitz der Bibliothek des ehemaligen Dibner Instituts), am Institute for Advanced Study in Princeton, am Wolfson College in Cambridge und dem Institute for Intellectual History der University of St. Andrews. 
Sarah Hutton befasste sich mit britischer Philosophie im 16. und 17. Jahrhundert, besonders den Cambridger Platoniker (Henry More und andere) und allgemein Platonismus in der frühen Neuzeit, den Quäkern und Frauen als Philosophinnen wie Anne Conway und Émilie du Châtelet.
Sie gab die Briefe von Anne Conway neu heraus (ursprünglich von Marjorie Nicolson bei Oxford University Press) und den Treatise Concerning Eternal and Immutable Morality von Ralph Cudworth (Cambridge University Press 1996). Sie arbeitet an einer Ausgabe von Christian Ethicks von Thomas Traherne.
1996 bis 2004 stand sie der British Society for the History of Philosophy vor. Sie ist im Herausgebergremium von The Journal of the History of Philosophy und von The British Journal of the History of Philosophy. 2022 wurde Hutton mit dem Elisabeth of Bohemia Prize ausgezeichnet.

## Schriften
- Anne Conway, a woman philosopher, Cambridge University Press 2004
- British Philosophy in the 17th century, Oxford History of Philosophy, Oxford University Press 2015
- Herausgeber: Henry More (1614–1687) tercentennary studies, Kluwer 1990 (darin von ihr Henry More and Jacob Boehme)
- Herausgeber mit Douglas Hedley: Platonism and the origin of modernity, Studies on Platonism and Early Modern Philosophy, Springer 2008
- Herausgeber mit Paul Schuurman: Studies on Locke: Sources, Contemporaries and Legacy, Springer 2008
- Benjamin Furly (1646–1714): a Quaker Merchant and his Milieu, Florenz: Olschki 2007
- mit James E. Force: Newton and Newtonism, Kluwer 2004
- The Cambridge Platonists, Stanford Encyclopedia of Philosophy